# Saint-Hilaire-des-Landes
Saint-Hilaire-des-Landes est une commune française située dans le département d'Ille-et-Vilaine en région Bretagne, peuplée de 1 032 habitants.

## Géographie
Saint-Hilaire-des-Landes est situé à 41 km au nord-est de Rennes et à 37 km au sud du Mont-Saint-Michel dans le pays de Fougères.

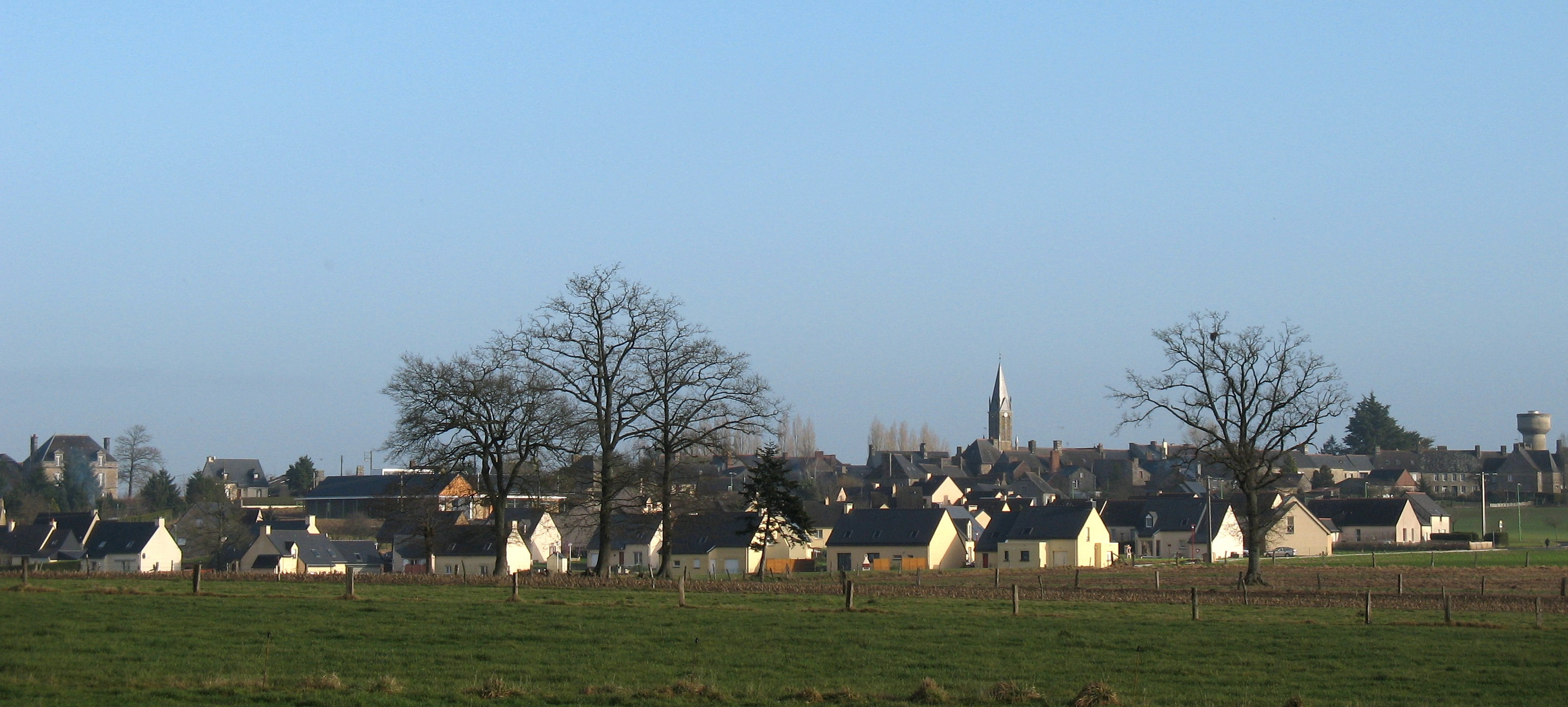
Le bourg de Saint-Hilaire-des-Landes.

La commune fait partie du pays du Coglais.

### Communes limitrophes
| Le Tiercent           | Baillé                                      | Saint-Étienne-en-Coglès (Maen Roch) |
| Saint-Ouen-des-Alleux | Saint-Hilaire-des-Landes                    | Saint-Sauveur-des-Landes            |
|                       | Saint-Marc-sur-Couesnon (Rives-du-Couesnon) |                                     |

### Hameaux
Les principaux hameaux de la commune de Saint-Hilaire-des-Landes sont :
- Bellevue
- Bliche
- Cahaut
- Carquoy
- Faucillon
- Guichard
- La Basse Beauce
- La Basse Foustais
- La Basse Maison Neuve
- La Briquerie
- La Cherbaudière
- La Clais
- La Croix des Landes
- La Foustais
- La Gautrais
- La Gellinière
- La Gilbertière
- La Giollais
- La Guihommeraie
- La Hantelle
- La Haute Beauce
- La Haute Foustais
- La Hautraite
- La Hubaudière
- La Maison Franche
- La Maison Neuve
- La Meule
- La Passagère
- La Poissonnière
- La Poulardière
- La Riançon
- La Richardais
- La Ricoulière
- La Rivière
- La Ruée
- La Saigeais
- La Salle
- La Touchais
- La Touche
- La Trinité
- La Ville au Loup
- La Ville Hamon
- Landrouère
- Laudruère
- Launay
- Le Bas Feu
- Le Bourg
- Le Breil
- Le Château de la Haye
- Le Chevrigné
- Le Clos
- Le Corbay
- Le Court Champ
- Le Grand Bossard
- Le Grand Chevrigné
- Le Grand Teil
- Le Haut Feu
- Le Haut Lignière
- Le Meleu
- Le Mottay
- Le Moulin de la Croix
- Le Moulin Neuf
- Le Petit Bossard
- Le Petit Chevrigné
- Le Petit Teil
- Le Pont
- Le Rochelet
- Le Rocher
- Le Rocher Rond
- Le Val
- Le Vaudeleumet
- L'en Haut
- Lepinay
- L'Épinay
- L'Épine Herbois
- Leraudière
- Léraudière
- Les Bouvreuils
- Les Chênes
- Les Communs
- Les Foustais
- Les Gouttus
- Les Ormeaux
- Les Touches
- Letablère
- L'Établière
- Lignières
- L'Oisillère
- Loysillière
- Naucé
- Placet
- Sainte-Hélène
- Saint-Martin
- Surminette
- Résidence l'Orée des Landes

### Hydrographie
Pour un article plus général, voir Réseau hydrographique d'Ille-et-Vilaine.
La commune est située dans le bassin Loire-Bretagne. Elle est drainée par la Minette, l'aqueduc souterrain, le ruisseau de Gratte-chat, le ruisseau de Heurteloup et l'Everre,,.
La Minette, d'une longueur de 25 km, prend sa source dans la commune de Romagné et se jette  dans le Couesnon à Vieux-Vy-sur-Couesnon, après avoir traversé onze communes. 

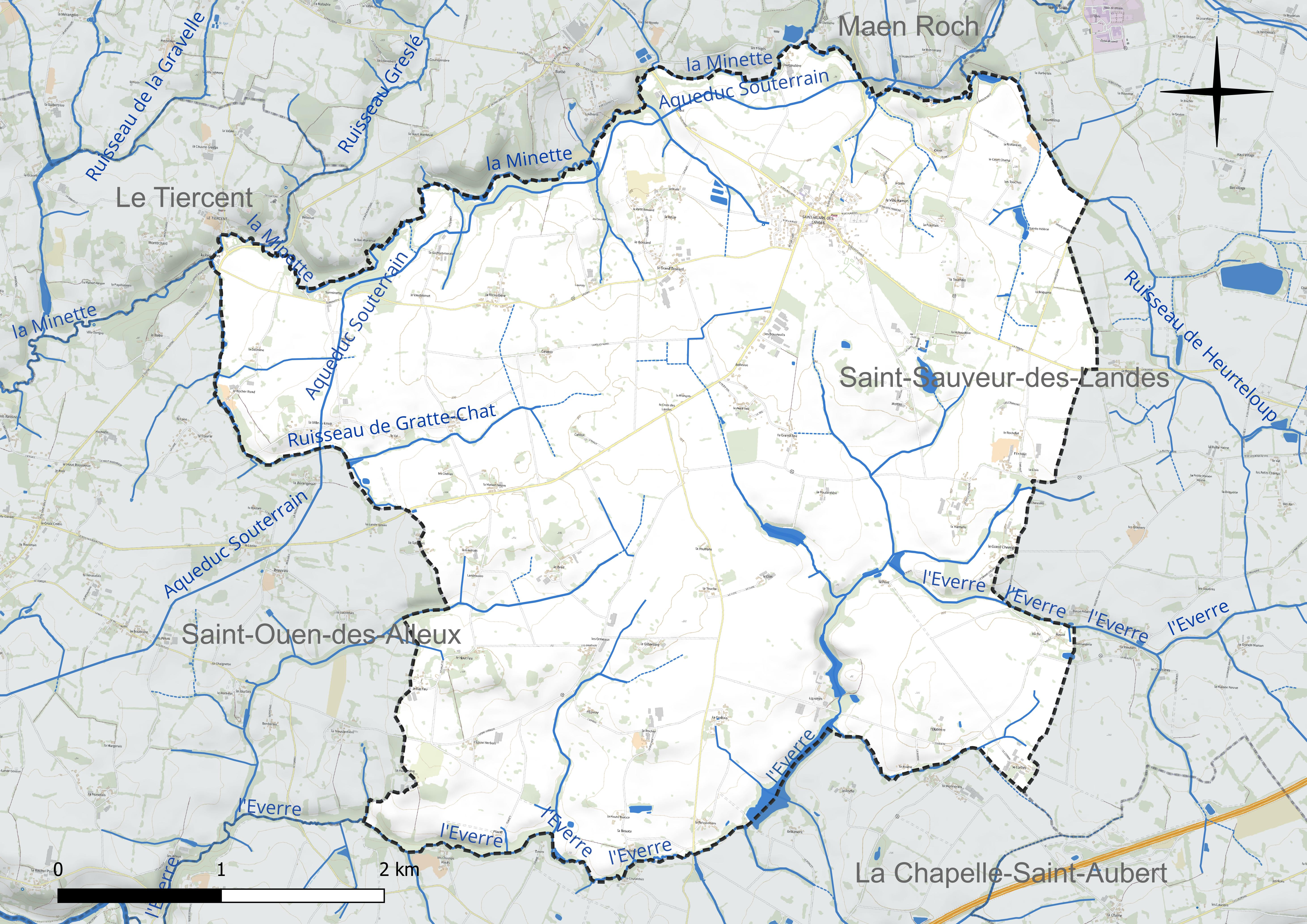
Réseau hydrographique de Saint-Hilaire-des-Landes.

### Climat
Pour des articles plus généraux, voir Climat de la Bretagne et Climat d'Ille-et-Vilaine.
En 2010, le climat de la commune est de type climat océanique franc, selon une étude du CNRS s'appuyant sur une série de données couvrant la période 1971-2000. En 2020, Météo-France publie une typologie des climats de la France métropolitaine dans laquelle la commune est exposée à un climat océanique et est dans la région climatique  Bretagne orientale et méridionale, Pays nantais, Vendée, caractérisée par une faible pluviométrie en été et une bonne insolation. Parallèlement l'observatoire de l'environnement en Bretagne publie en 2020 un zonage climatique de la région Bretagne, s'appuyant sur des données de Météo-France de 2009. La commune est, selon ce zonage, dans la zone « Intérieur Est  », avec des hivers frais, des étés chauds et des pluies modérées.  
Pour la période 1971-2000, la température annuelle moyenne est de 11,2 °C, avec une amplitude thermique annuelle de 13,1 °C. Le cumul annuel moyen de précipitations est de 861 mm, avec 13,3 jours de précipitations en janvier et 8 jours en juillet. Pour la période 1991-2020, la température moyenne annuelle observée sur la station météorologique la plus proche, située sur la commune de Fougères à 12 km à vol d'oiseau, est de 11,9 °C et le cumul annuel moyen de précipitations est de 939,1 mm,. Pour l'avenir, les paramètres climatiques de la commune estimés pour 2050 selon différents scénarios d'émission de gaz à effet de serre sont consultables sur un site dédié publié par Météo-France en novembre 2022.

## Urbanisme

### Typologie
Au 1er janvier 2024, Saint-Hilaire-des-Landes est catégorisée commune rurale à habitat dispersé, selon la nouvelle grille communale de densité à sept niveaux définie par l'Insee en 2022.
Elle est située hors unité urbaine. Par ailleurs la commune fait partie de l'aire d'attraction de Rennes, dont elle est une commune de la couronne,. Cette aire, qui regroupe 183 communes, est catégorisée dans les aires de 700 000 habitants ou plus (hors Paris),.

### Occupation des sols
L'occupation des sols de la commune, telle qu'elle ressort de la base de données européenne d'occupation biophysique des sols Corine Land Cover (CLC), est marquée par l'importance des territoires agricoles (94,9 % en 2018), une proportion sensiblement équivalente à celle de 1990 (95,1 %). La répartition détaillée en 2018 est la suivante : 
prairies (51,2 %), zones agricoles hétérogènes (27,3 %), terres arables (16,4 %), zones urbanisées (1,8 %), forêts (1,8 %), espaces verts artificialisés, non agricoles (1,5 %). L'évolution de l'occupation des sols de la commune et de ses infrastructures peut être observée sur les différentes représentations cartographiques du territoire : la carte de Cassini (XVIIIe siècle), la carte d'état-major (1820-1866) et les cartes ou photos aériennes de l'IGN pour la période actuelle (1950 à aujourd'hui).

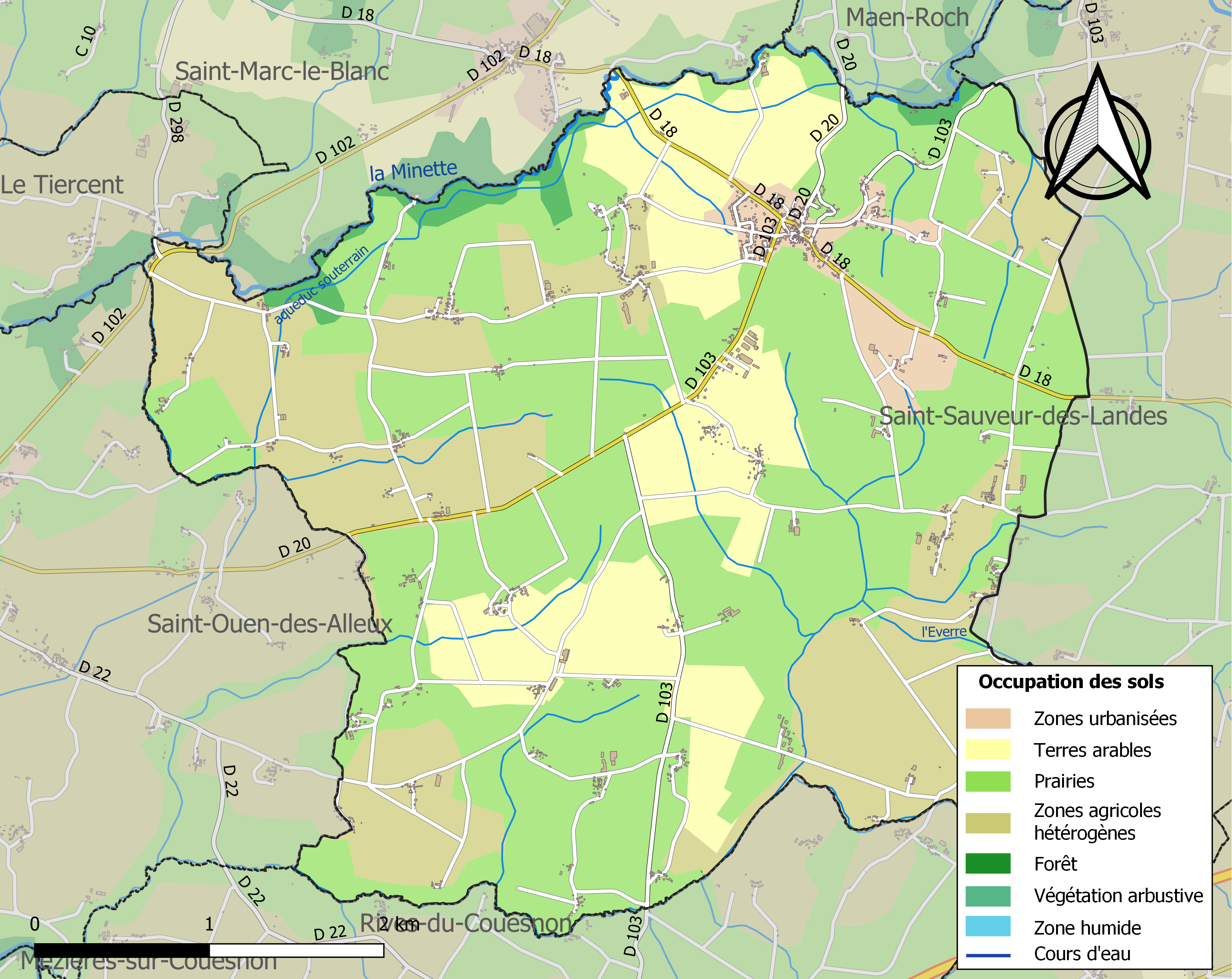
Carte des infrastructures et de l'occupation des sols de la commune en 2018 (CLC).

## Toponymie

### Attestations anciennes[19],[20]
Ecclesia beati Hyllarii Vindeliensis (1080)
Sanctus Illarius de landis (XIVe siècle)
Ecclesia sancti Hilarii de Landis (1516)

#### Étymologie
La paroisse était dédiée à saint Hilaire, évêque de Poitiers au IVe siècle (315-367).
L'attestation de 1080 localise la paroisse dans le pagus vindelensis de l'époque gallo-romaine, dont le nom vient de celui de Vendel.
La forme bretonne actuelle proposée par l'Office public de la langue bretonne est Sant-Eler-al-Lann.

## Histoire

### La famille de La Haye-Saint-Hilaire et son château
Le château de La Haye-Saint-Hilaire a appartenu pendant plus de 1 000 ans à la même famille éponyme, qui semble remonter à Geoffroy de la Haye, qui donna en 1163 à l'abbaye de Rillé près de Fougères tous les droits qui lui revenaient dans le moulin du Pont; une motte féodale a été édifiée au Xe siècle ; le site du château est occupé depuis le XIIIe siècle (il reste peu de choses de cet ancien château), le château actuel a pour sa part été construit entre 1593 et 1622.
Les propriétaires et seigneurs, anoblis en 1393 par le duc Jean IV de Bretagne, se sont succédé pour la plupart de père en fils :
- Jean I de La Haye-Saint-Hilaire, décédé vers 1393 ;
- Jean II de La Haye-Saint-Hilaire, chevalier, décédé après 1392 ;
- Léon I de La Haye-Saint-Hilaire, décédé en 1392 ;
- Jean III de La Haye-Saint-Hilaire, né en 1412, décédé en 1485 ;
- Gui de La Haye-Saint-Hilaire, né vers 1440 ;
- Pierre de La Haye-Saint-Hilaire, né vers 1485 ;
- Augustin de La Haye-Saint-Hilaire, décédé sans enfants ;
- Léon II de La Haye-Saint-Hilaire, frère du précédent, décédé en 1586 ;
- René de La Haye Saint-Hilaire, né en 1568, chevalier de l'Ordre du Roi, gouverneur de Fougères vers 1586 ; en mars 1593, par lettres patentes, le roi Henri IV érige en châtellenie La Haye de Saint-Hilaire ;
- Henri de La Haye-Saint-Hilaire, capitaine de 100 hommes d'armes, chevalier de l'Ordre du Roi, constructeur du château actuel (aménagé entre 1593 et 1622), décédé le 21 septembre 1622 ;
- Christophe I de La Haye-Saint-Hilaire, né en 1619, "haut et puissant seigneur", gouverneur du château de Fougères, décédé en 1671 ;
- Anne de La Haye-Saint-Hilairen né en 1649, décédé en 1699, gouverneur du château de Fougères ;
- Basile de La Haye-Saint-Hilaire, décédé en mai 1711 à Paris ;
- Christophe II de La Haye-Saint-Hilaire, neveu du précédent (fils de Pierre-François de La Haye, seigneur du Plessis de Melesse) décédé vers 1758 ;
- François Louis de La Haye-Saint-Hilaire, né en 1729 à Rennes, "haut et puissant seigneur", qualifié de comte en 1766, émigra pendant la Révolution française (ses biens furent vendus comme biens nationaux), décédé le 28 frimaire an IX (19 décembre 1800) à Rennes ;
- Louis Joseph Bénigne de La Haye-Saint-Hilaire , né le 12 décembre 1766 à Saint-Hilaire-des-Landes, sous-lieutenant au régiment de Penthièvre, chef chouan (colonel des armées royales de l'Ouest), décédé le 18 janvier 1838 ;
- Louis Hyacinthe de La Haye-Saint-Hilaire, né le 24 août 1817 à Saint-Hilaire-des-Landes, décédé le 20 décembre 1880 à Rennes ;
- Henri de La Haye-Saint-Hilaire, né le 2 mai 1854 à Saint-Hilaire-des-Landes, décédé en 1946 ;
- Lionel de La Haye-Saint-Hilaire, lieutenant-colonel[24], participe au débarquement de Provence en 1944[25] ; décédé en mars 2016[26].

En 2012 le comte Lionel de La Haye-Saint-Hilaire a fait donation des archives familiales à la ville de Fougères.
En 2019 le château de La Haye-Saint-Hilaire est mis en vente par ses héritiers.

### Révolution française
Le 19 avril 1796, un combat eut lieu entre les chouans et les bleus "républicains" sur la lande de Landeumont, entre Saint-Hilaire-des-Landes et Saint-Sauveur-des-Landes.
L'école communale de filles fut fondée en 1851. Il y avait trois religieuses.

## Politique et administration

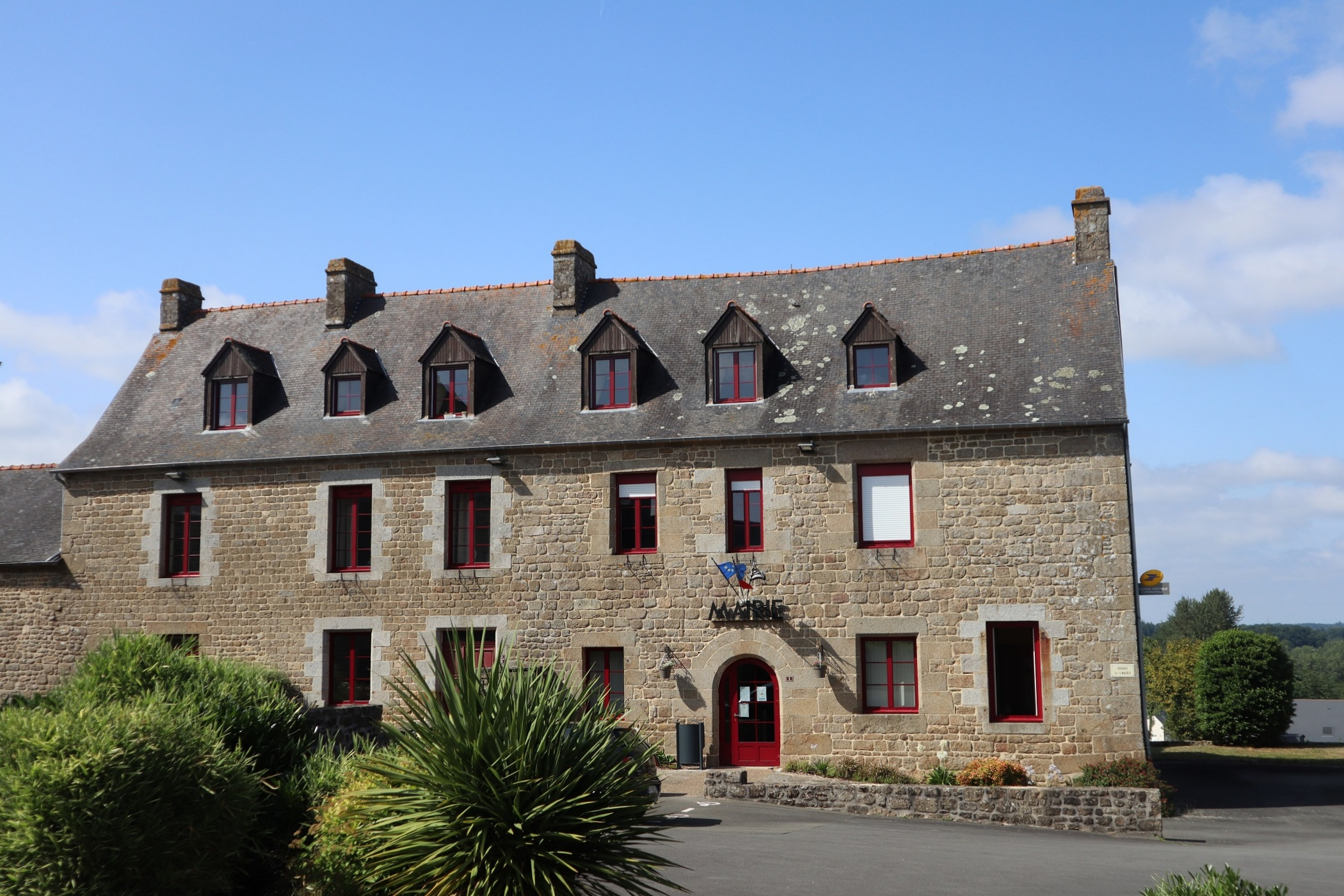
La mairie.

| Période                                  | Période   | Identité          | Étiquette | Qualité                          |
| ---------------------------------------- | --------- | ----------------- | --------- | -------------------------------- |
|                                          |           | Augustin Guillois |           |                                  |
|                                          |           | Joseph Delamarche |           |                                  |
|                                          |           | Joseph Tual       |           |                                  |
|                                          |           | Julien Duval      |           |                                  |
|                                          |           | Victor Lepage     |           |                                  |
|                                          |           | Adolphe Forthomme |           |                                  |
|                                          |           | Pierre Gilaut     |           |                                  |
|                                          |           | Amand Beaulieu    |           |                                  |
|                                          | 1945      | Julien Loyzance   |           |                                  |
| 1945                                     | 1968      | Eugène Bertel     | SE        | Artisan                          |
| 1968                                     | Mars 2001 | Henri Gautrais    | SE        | Artisan                          |
| Mars 2001                                | Mars 2014 | Eugène Bertel     | SE        | Artisan                          |
| Mars 2014                                | En cours  | Claude Hamard     | SE        | Retraité de la fonction publique |
| Les données manquantes sont à compléter. |           |                   |           |                                  |

## Démographie
L'évolution du nombre d'habitants est connue à travers les recensements de la population effectués dans la commune depuis 1793. Pour les communes de moins de 10 000 habitants, une enquête de recensement portant sur toute la population est réalisée tous les cinq ans, les populations de référence des années intermédiaires étant quant à elles estimées par interpolation ou extrapolation. Pour la commune, le premier recensement exhaustif entrant dans le cadre du nouveau dispositif a été réalisé en 2004.
En 2022, la commune comptait 1 032 habitants, en évolution de −1,24 % par rapport à 2016 (Ille-et-Vilaine : +5,46 %, France hors Mayotte : +2,11 %).
| 1793  | 1800  | 1806  | 1821  | 1831  | 1836  | 1841  | 1846  | 1851  |
| ----- | ----- | ----- | ----- | ----- | ----- | ----- | ----- | ----- |
| 1 659 | 1 588 | 1 542 | 1 710 | 1 789 | 1 678 | 1 608 | 1 531 | 1 661 |

| 1856  | 1861  | 1866  | 1872  | 1876  | 1881  | 1886  | 1891  | 1896  |
| ----- | ----- | ----- | ----- | ----- | ----- | ----- | ----- | ----- |
| 1 667 | 1 671 | 1 661 | 1 563 | 1 586 | 1 690 | 1 627 | 1 549 | 1 455 |

| 1901  | 1906  | 1911  | 1921  | 1926  | 1931  | 1936  | 1946  | 1954  |
| ----- | ----- | ----- | ----- | ----- | ----- | ----- | ----- | ----- |
| 1 393 | 1 433 | 1 414 | 1 224 | 1 257 | 1 229 | 1 228 | 1 149 | 1 128 |

| 1962  | 1968  | 1975 | 1982 | 1990 | 1999 | 2004 | 2006 | 2009 |
| ----- | ----- | ---- | ---- | ---- | ---- | ---- | ---- | ---- |
| 1 144 | 1 010 | 807  | 756  | 893  | 922  | 963  | 995  | 988  |

| 2014  | 2019  | 2022  | - | - | - | - | - | - |
| ----- | ----- | ----- | - | - | - | - | - | - |
| 1 028 | 1 025 | 1 032 | - | - | - | - | - | - |

## Économie

### Agriculture
- Lait
- Bois

## Lieux et monuments
- Église paroissiale Saint-Hilaire : mur nord de la nef partiellement roman ; nef, transept sud et porche latéral du XVIe siècle, transept nord de 1840 et clocher du milieu du XXe siècle.
- Le château de la Haye-Saint-Hilaire. La famille qui occupe ce château y est présente depuis 700 ans.
- Le manoir des Lignières. On peut voir dans le prolongement de la chapelle reconnaissable à sa porte gothique, le logement mitoyen d'un prêtre ou d'un chapelain, signalé par l'escalier extérieur[34].
- Vallée de la Minette.
- Le monument aux morts, est situé sur la place de l'Église. Soixante-quinze noms y sont inscrits[35] :

Première Guerre mondiale : 58 personnes ;
Deuxième Guerre mondiale : 12 personnes ;
Indochine : 3 personnes ;
Algérie : 2 personnes.

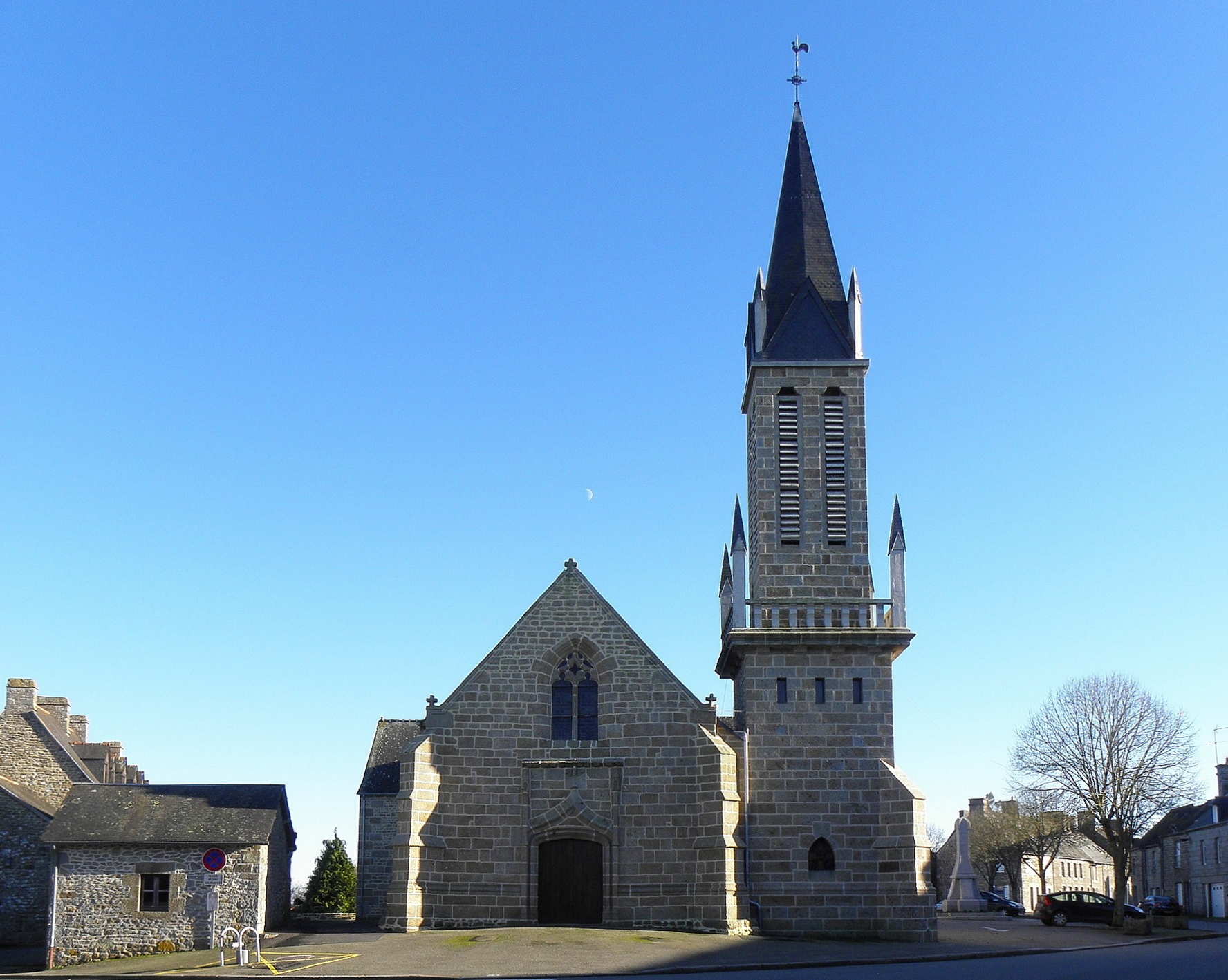
L'église paroissiale Saint-Hilaire.
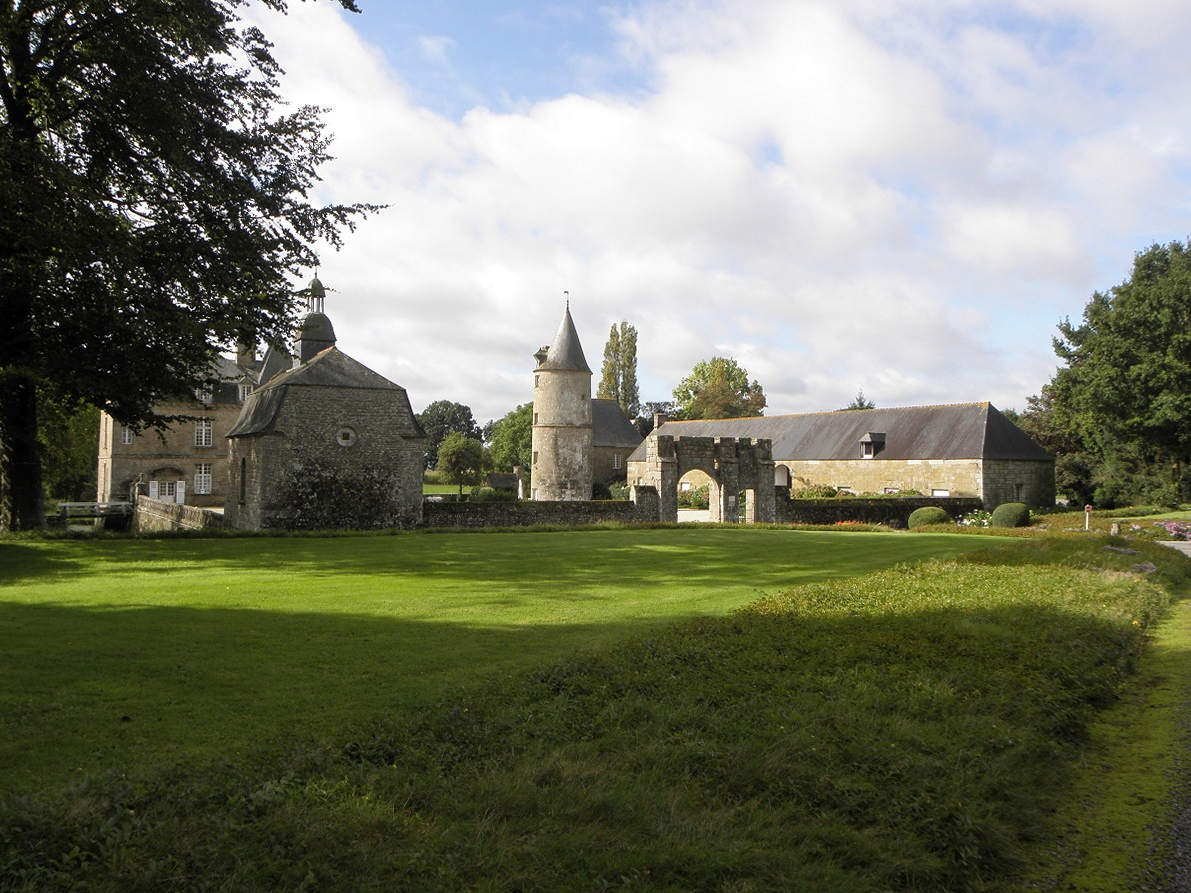
Le château de la Haye-Saint-Hilaire.

## Activité et manifestations

### Jumelages
Saint-Hilaire-des-Landes est membre de l'association des Saint-Hilaire de France. La commune a participé au premier rassemblement des Saint-Hilaire de France à Saint-Hilaire-la-Palud.

## Personnalités liées à la commune
- La Famille Sauvé, une famille de médecins et chirurgiens ayant exercé principalement à Laval, n'est pas originaire de cette commune contrairement à ce qu'affirme tu de nombreux sites internet, mais de celle de Saint-Hilaire-du-Maine , qui se nommait aussi Saint-Hilaire-des-Landes jusqu'en 1916, mais est située dans le département de la Mayenne.
- Louis de La Haye-Saint-Hilaire (1766-1838). Natif de Saint-Hilaire-des-Landes, il refuse les conséquences de la Constitution civile du clergé et participe à la contre-révolution dans la chouannerie. En 1793 il participe à la virée de Galerne.  En 1794 et 1795, il commande la division royaliste de l'Armée catholique et royale à La Guerche-de-Bretagne, forte de 500 hommes.
- Rodolphe de La Haye-Saint-Hilaire, né en 1825 à Saint-Hilaire-des-Landes, lieutenant, participa à l'Expédition du Mexique au cours de laquelle il fut tué lors de la Bataille de Puebla en 1863.
- Louis Malassis est né à Saint-Hilaire-des-Landes en 1918. Il était spécialiste de l'économie rurale et mondialement reconnu. Il est l'auteur de plusieurs livres sur l'économie agro-alimentaire. Il est décédé à Montpellier le 10 décembre 2007. L'école publique porte son nom.